# Ghiacciaio Böhnecke
Il ghiacciaio Böhnecke (in inglese Böhnecke Glacier) è un ripido ghiacciaio lungo circa 30 km e largo circa 6, situato sulla costa di Black, nella parte orientale della Terra di Palmer, in Antartide. Il ghiacciaio fluisce in direzione sud-est fino, scorrendo tra i monti Du Toit, a sud, e i monti Wilson, a nord, fino a entrare nel lato nord-occidentale dell'insenatura di Violante, andando così ad alimentare la piattaforma glaciale Larsen D.

## Storia
Il ghiacciaio Böhnecke fu scoperto da alcuni membri del Programma Antartico degli Stati Uniti d'America durante una ricognizione aerea del dicembre 1940. Nel 1947 il ghiacciaio fu nuovamente avvistato da membri della spedizione antartica condotta tra il 1947 e il 1948 al comando di Finn Rønne, che poi lo mapparono da terra assieme a cartografi del British Antarctic Survey, che all'epoca si chiamava ancora Falkland Islands and Dependencies Survey (FIDS). Proprio il FIDS battezzò poi così il ghiacciaio in onore del cartografo tedesco Gunther Böhnecke, membro della spedizione oceanografica tedesca del Meteor nel 1925-27.